# Monnina elliptica
Monnina elliptica är en jungfrulinsväxtart som beskrevs av Chod.. Monnina elliptica ingår i släktet Monnina och familjen jungfrulinsväxter. Inga underarter finns listade i Catalogue of Life.